# Pseudophoxinus
A Pseudophoxinus a sugarasúszójú halak (Actinopterygii) osztályának a pontyalakúak (Cypriniformes) rendjébe, ezen belül a pontyfélék (Cyprinidae) családjába tartozó nem.

## Rendszerezés
A nembe az alábbi 30 faj tartozik:
- Pseudophoxinus alii Küçük, 2007
- Pseudophoxinus anatolicus (Hankó, 1925)
- Pseudophoxinus antalyae Bogutskaya, 1992
- Pseudophoxinus atropatenus (Derjavin, 1937)
- Pseudophoxinus battalgilae Bogutskaya, 1997
- Pseudophoxinus burduricus Küçük, Gülle, Güçlü, Çiftçi & Erdoğan, 2013
- Pseudophoxinus callensis (Guichenot, 1850)
- Pseudophoxinus caralis (Battalgil, 1942)
- Pseudophoxinus crassus (Ladiges, 1960)
- Pseudophoxinus drusensis (Pellegrin, 1933)
- Pseudophoxinus egridiri (Karaman, 1972)
- Pseudophoxinus elizavetae Bogutskaya, Küçük & Atalay, 2006
- Pseudophoxinus evliyae Freyhof & Özuluğ, 2010
- Pseudophoxinus fahrettini Freyhof & Özuluğ, 2010
- Pseudophoxinus firati Bogutskaya, Küçük & Atalay, 2006
- Pseudophoxinus handlirschi (Pietschmann, 1933)
- Pseudophoxinus hasani Krupp, 1992
- Pseudophoxinus hittitorum Freyhof & Özuluğ, 2010
- Pseudophoxinus kervillei (Pellegrin, 1911)
- Pseudophoxinus libani (Lortet, 1883)
- Pseudophoxinus maeandri (Ladiges, 1960)
- Pseudophoxinus maeandricus (Ladiges, 1960)
- Pseudophoxinus mehmeti Ekmekçi, Atalay, Yoğurtçuoğlu, Turan & Küçük, 2015[1]
- Pseudophoxinus ninae Freyhof & Özulug, 2006
- Pseudophoxinus punicus (Pellegrin, 1920)
- Pseudophoxinus sojuchbulagi (Abdurakhmanov, 1950)
- Pseudophoxinus syriacus (Lortet, 1883)
- Pseudophoxinus turani Küçük & Güçlü, 2014
- Pseudophoxinus zekayi Bogutskaya, Küçük & Atalay, 2006
- Pseudophoxinus zeregi (Heckel, 1843) - típusfaj